# Santa Cruz de Yanguas
Santa Cruz de Yanguas è un comune spagnolo situato nella comunità autonoma di Castiglia e León.